# Баркин, Эллен
Эллен Рона Баркин (англ. Ellen Rona Barkin; род. 16 апреля 1954, Бронкс, Нью-Йорк) — американская актриса, лауреат премий «Эмми» и «Тони».

## Биография
Баркин родилась в Бронксе, штат Нью-Йорк, в семье Эвелин (в девичестве Розин), администратора госпиталя и Сола Баркин, продавца химических препаратов. Баркин росла в небогатой еврейской семье, предками которой были эмигранты из России и территории, расположенной на белорусско-польской границе. Баркин получила среднее образование в школе искусств в Манхеттане. После продолжила своё обучение в Хантерском Колледже. Имеет диплом не только по драматическому мастерству, но и по истории. В одно время актриса хотела стать преподавателем истории Древнего мира. Далее, продолжила своё образование в Актёрской студии в Нью-Йорке. Согласно статье в журнале Time, пока Эллен не прошла первое удачное прослушивание, ей пришлось в течение 10 лет ходить на курсы.
Баркин изучала актёрское мастерство в нью-йоркской актёрской школе. Театральный дебют состоялся в одном из небольших нью-йоркских театров. Одновременно она была приглашена на небольшие эпизодические роли в различных телесериалах. В 1982 году Баркин получила первую роль в фильме Барри Левинсона «Забегаловка». В последующее десятилетие она снялась в ряде кинофильмов, включая «Подмена», роль в котором принесла ей номинацию на «Золотой глобус».
В 1998 получила премию «Эмми» за лучшую женскую роль в мини-сериале или фильме - за роль в сериале «Разбитые сердца».
Новый успех ожидал Баркин в 2004 году в фильмах Спайка Ли «Она ненавидит меня» и Тодда Солондза «Перевёртыши». В 2007 году Баркин снялась в фильме «Тринадцать друзей Оушена».
В 2016 году Баркин взяла на себя главную роль главы криминального семейства в сериале TNT «Царство животных», телеверсии одноимённого фильма 2010 года.
В 2021 году вышла комедия Тейта Тейлора «Дать дуба в округе Юба» при участии актрисы. В фильме также сыграли Эллисон Дженни и Мила Кунис.

## Личная жизнь
У Баркин есть сын Джек (род. 1989) и дочь Роми Марион (род. 1992) от первого брака с ирландским актёром Гэбриэлом Бирном. В 2000—2006 годах Эллен Баркин была замужем за миллиардером Рональдом Перельманом (род. 1944), председателем правления компании Revlon. После развода Эллен Баркин получила $ 20 млн.

## Фильмография
| Год       |    | Русское название                                   | Оригинальное название                                      | Роль                                |
| --------- | -- | -------------------------------------------------- | ---------------------------------------------------------- | ----------------------------------- |
| 1978      | тф | Укуренные                                          | Up in Smoke                                                | женщина, играющая на гитаре         |
| 1981      | тф |                                                    | We’re fighting back                                        | Крис Каполетти                      |
| 1981      | тф |                                                    | Kent State                                                 | студентка                           |
| 1982      | ф  | Забегаловка                                        | Diner                                                      | Бет Шрайбер                         |
| 1982      | ф  | Нежное милосердие                                  | Tender mercies                                             | Сью Энн                             |
| 1983      | ф  | Дэниел                                             | Daniel                                                     | Филлис Айзексен                     |
| 1983      | ф  | Эдди и круизеры                                    | Eddie and the Cruisers                                     | Мегги Фоли                          |
| 1983      | ф  | Огромные перемены в последнюю минуту               | Enormous changes at the last minute                        | Вирджиния                           |
| 1984      | ф  | Приключения Бакару Банзая: Через восьмое измерение | The Adventures of Buckaroo Banzai Across the 8th Dimension | Пенни Придди                        |
| 1984      | тф | Ужасный Джо Моран                                  | Terrible Joe Moran                                         | Ронни                               |
| 1984      | ф  | Последний выбор                                    | Terminal choice                                            | Мэри О’Коннор                       |
| 1985      | ф  | Цветок пустыни                                     | Desert bloom                                               | тётя Старр                          |
| 1986      | ф  | Вне закона                                         | Down By Law                                                | Лоретт                              |
| 1987      | ф  | Большой кайф                                       | The Big Easy                                               | Энн Осборн                          |
| 1987      | ф  | Сиеста                                             | Siesta                                                     | Клэр                                |
| 1987      | ф  | Сделано в раю                                      | Made in Heaven                                             | Люсиль                              |
| 1989      | ф  | Море любви                                         | Sea of Love                                                | Хелен Крюгер                        |
| 1989      | ф  | Красавчик Джонни                                   | Johnny Handsome                                            | Санни Бойд                          |
| 1991      | ф  | Подмена                                            | Switch                                                     | Аманда Брукс                        |
| 1992      | ф  | Мак                                                | Mac                                                        | Уна Гольдфарб                       |
| 1992      | ф  | На запад                                           | Into the West                                              | Кэтлин                              |
| 1992      | ф  | Людские неприятности                               | Man Trouble                                                | Джоан Спрюэнс                       |
| 1993      | ф  | Правдивая история этого парня                      | This Boy’s Life                                            | Кэролайн Вульф Хэнсен               |
| 1995      | ф  | Плохая компания                                    | Bad Company                                                | Маргарет Уэллс                      |
| 1995      | ф  | Дикий Билл                                         | Wild Bill                                                  | «Катастрофа Джейн»                  |
| 1996      | ф  | Фанат                                              | The Fan                                                    | Джуэл Стэрн                         |
| 1996      | ф  | Время бешеных псов                                 | Mad Dog Time                                               | Рита Эверли                         |
| 1997      | тф | Разбитые сердца                                    | Before women had wings                                     | Глори Мэри Джексон                  |
| 1998      | ф  | Страх и ненависть в Лас-Вегасе                     | Fear and Loathing in Las Vegas                             | официантка в кафе «Северная звезда» |
| 1999      | ф  | Убийственные красотки                              | Drop dead gorgeous                                         | Аннетт Эткинс                       |
| 2000      | ф  | Милосердие                                         | Mercy                                                      | детектив Кети Палмер                |
| 2001      | ф  | Флирт со зверем                                    | Someone like you                                           | Дайан Робертс                       |
| 2004      | ф  | Она ненавидит меня                                 | She Hate Me                                                | Марго Чадвик                        |
| 2004      | ф  | Перевёртыши                                        | Palindromes                                                | Джойс Виктор                        |
| 2005      | ф  | Доверься мужчине                                   | Trust the Man                                              | Нора                                |
| 2007      | ф  | Тринадцать друзей Оушена                           | Ocean’s Thirteen                                           | Эбигейл Спондер                     |
| 2009      | ф  | Бруклинские полицейские                            | Brooklyn's Finest                                          | агент Смит                          |
| 2009      | ф  | Слёзы счастья                                      | Happy Tears                                                | Шелли                               |
| 2010      | ф  | Двенадцать                                         | Twelve                                                     | мать Джессики                       |
| 2010      | ф  | Хамелеон                                           | Chameleon                                                  | Кимберли Миллер                     |
| 2010      | ф  | Дерьмовый год                                      | Shit Year                                                  | Коллин Уэст                         |
| 2010      | ф  | Адский эндшпиль                                    | Operation: Endgame                                         | «Императрица»                       |
| 2011      | тф | Мир Мэнна                                          | A Mann's World                                             | Джули                               |
| 2011      | ф  | Родственнички                                      | Another Happy Day                                          | Линн                                |
| 2012      | с  | Американская семейка                               | Modern Family                                              | Митци Рот                           |
| 2013      | ф  | Очень хорошие девочки                              | Very Good Girls                                            | Норма                               |
| 2012—2013 | с  | Новая норма                                        | The New Normal                                             | Джейн Форрест                       |
| 2014      | ф  | Сапожник                                           | The Cobbler                                                | Элейн Гринавальт                    |
| 2015      | с  |                                                    | Hollywood Mom                                              | Иви Грин                            |
| 2015      | с  | Типа счастье                                       | Happyish                                                   | Дани Киршенблум                     |
| 2016      | ф  | Каменные кулаки                                    | Hands of Stone                                             | Стефани Арсел                       |
| 2016      | с  | Царство животных                                   | Animal Kingdom                                             | Джанин «Смурф» Коди                 |
| 2021      | ф  | Дать дуба в округе Юба                             | Breaking News in Yuba County                               | Дебби                               |
| 2022      | ф  | Человек из Торонто                                 | The Man from Toronto                                       | Куратор                             |
| 2023      | ф  | Родители в законе                                  | The Out-Laws                                               | Лилли Макдермотт                    |